# Radwegkapelle „Insel der Ruhe“

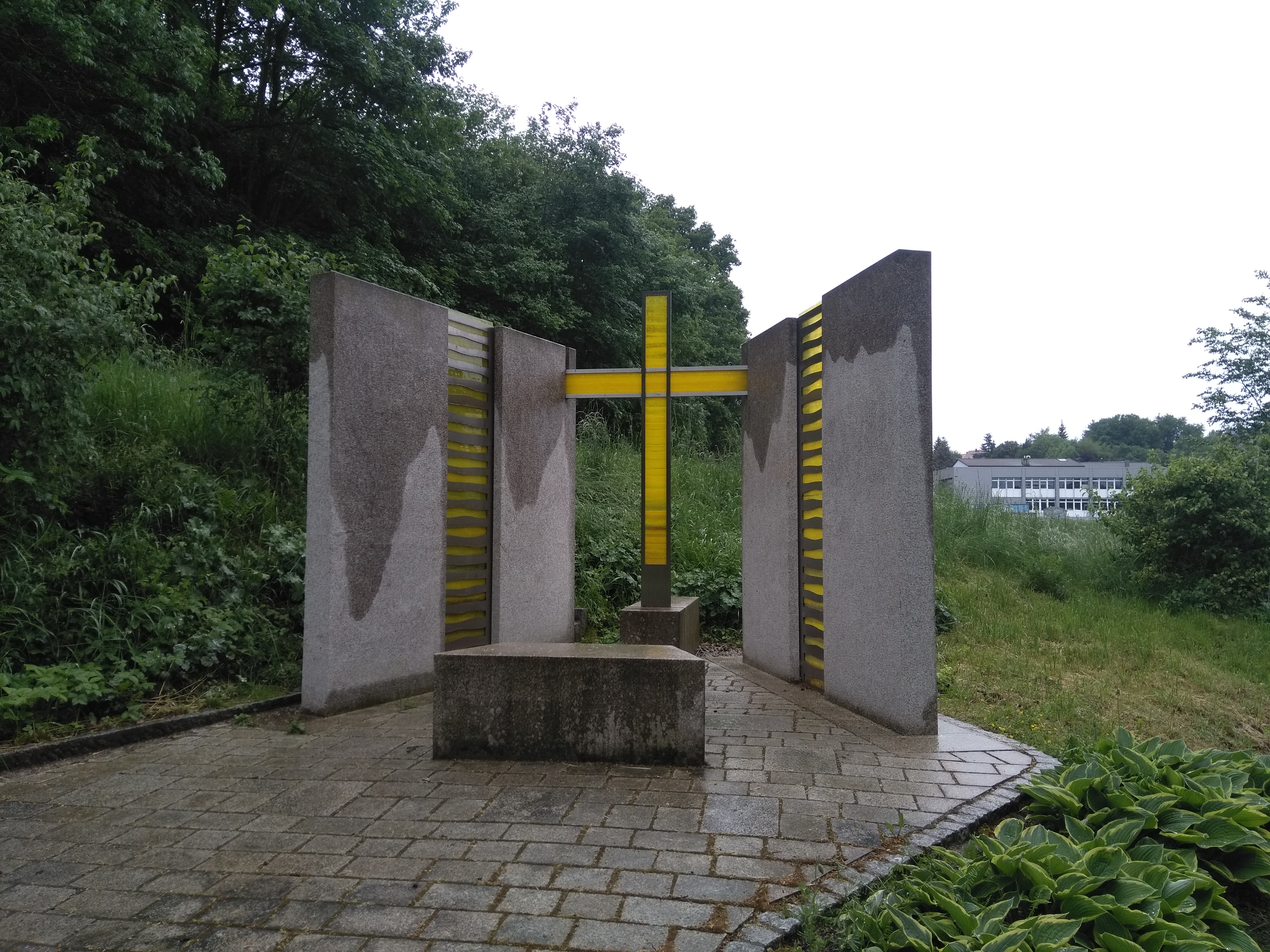
Radwegkapelle „Insel der Ruhe“

Die Radwegkapelle „Insel der Ruhe“ ist eine offene Kapelle aus dem Jahr 2014 in Erbendorf, gestaltet vom Künstler Erwin Otte. Auftraggeber des Kunstwerks ist die Stadt Erbendorf, gefördert wurde der Bau durch den Europäischen Fonds für regionale Entwicklung.

## Ort
Die Radwegkapelle liegt direkt am Kurweg nahe dem Verbindungsweg zur Immanuel-Kant-Straße, Erbendorf. Der Ort wurde so ausgewählt, dass die Blickrichtung zu den Hauptkirchen Erbendorfs, der Pfarrkirche Mariä Himmelfahrt und der Martin-Luther-Kirche, führt.

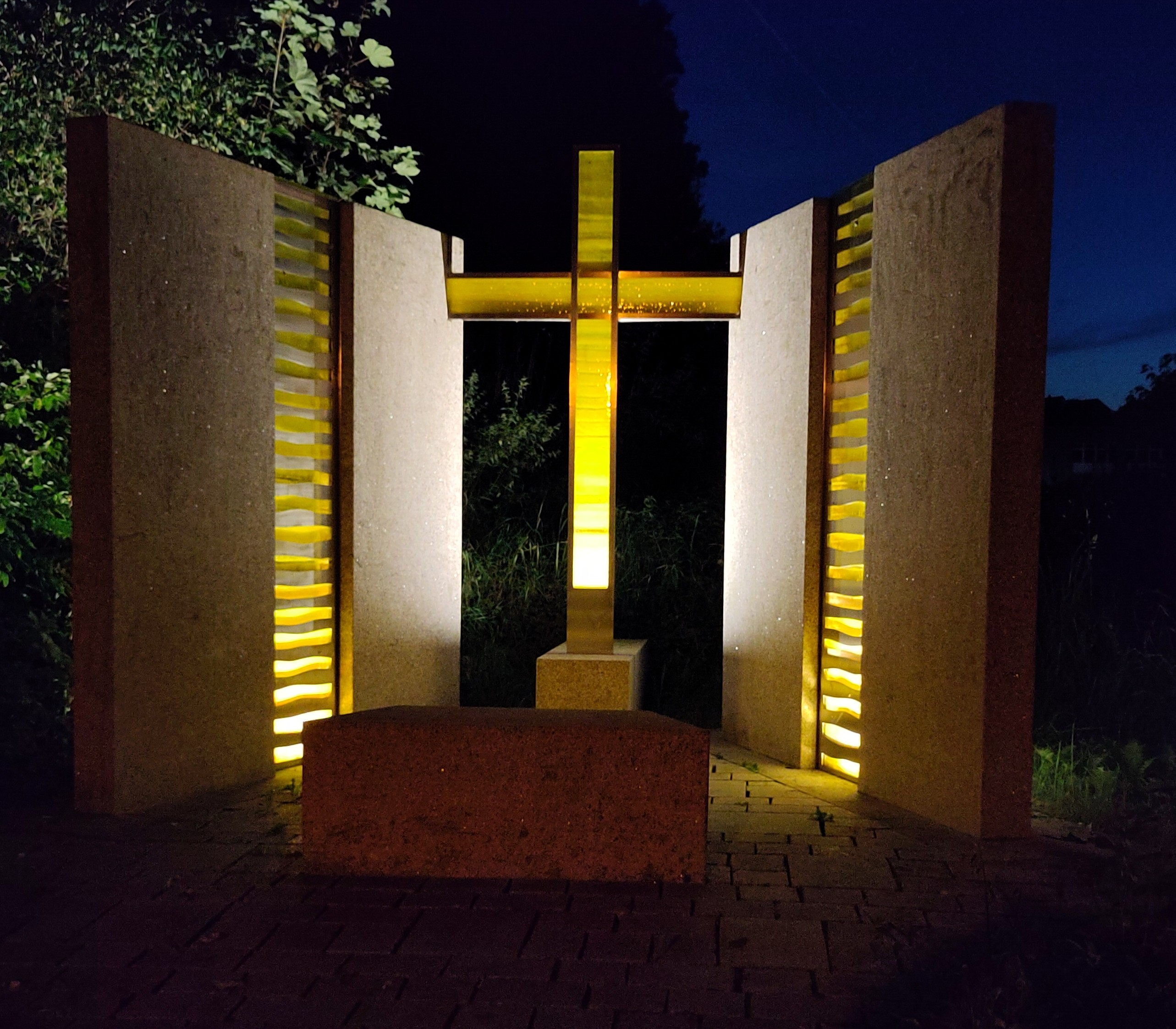
Insel der Ruhe, Erbendorf, beleuchtet im Dunkeln

## Künstlerische Gestaltung
Die Radwegkapelle besteht aus vier Granitwänden, die durch gelbe Glasfenster und ein in Edelstahl gefasstes Glaskreuz verbunden sind. Laut Künstler spielt die Kapelle so mit dem Licht: „Diese[s] weist zugleich auf die Weite und Unbegrenztheit des Glaubens. Zum Himmel hin soll uns dieser lichtoffene Raum die intakte Schöpfung als Grundlage jeglichen Lebens ins Bewusstsein führen.“
Ein Granitblock dient als Sitzgelegenheit und eine zweisprachige Tafel am Kurweg enthält Gedanken des Künstlers.

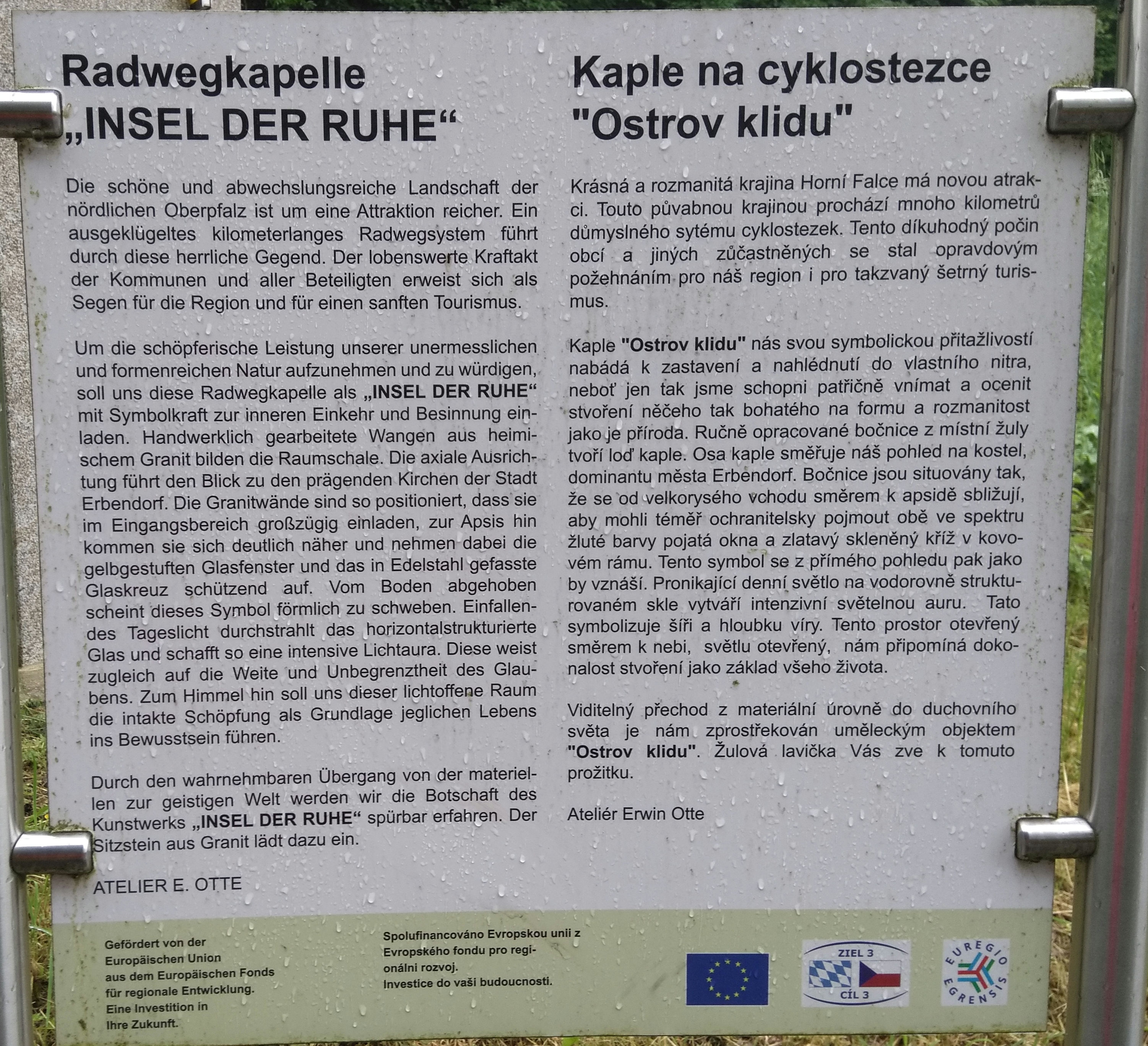
Erklärende Tafel an der Radwegkapelle in Deutsch und Tschechisch

## Sonstiges
Die Radwegkapelle wurde mehrfach beschmutzt und mit religionskritischen Sätzen beschmiert, zuletzt im Jahr 2018.
Im Corona-Jahr 2020 war sie Teil des Stationenwegs mit Blumenschmuck, der als Ersatz für die Fronleichnamsprozession diente.